# Montserrat Martí i Bas
Montserrat Martí i Bas (Barcelona, 9 de setembre de 1916- 13 de març de 2005) fou una bibliotecària i escriptora catalana.
Cursà la carrera de bibliotecària de 1935 a 1938, i va tenir com a professors Jordi Rubió i Balaguer, Carles Riba i Ferran Soldevila. El 1932 es va afiliar al Bloc Escolar de la Unió Democràtica de Catalunya, fundat el 1931 per Manuel Carrasco i Formiguera. Durant la Guerra civil espanyola va col·laborar amb Jordi Rubió al Servei de Biblioteques del Front i amb Josep Maria Capdevila a la Institució de les Lletres Catalanes. Alhora organitzava d'amagat culte catòlic a casa seva. En acabar la guerra va treballar a la biblioteca d'Ulldecona i a un hospital de presoners.
El 1942 Ramon Aramon i Serra la va contractar com a secretària de l'Institut d'Estudis Catalans (aleshores a la clandestinitat), presidit llavors per Josep Puig i Cadafalch.
Fou una de les fundadores de la plataforma cultural de joves Miramar, que promovia debats i formació. També va publicar la Bibliografia catalana recent a Serra d'Or (1959-1993), i va fer bibliografies de Pompeu Fabra, Josep Carner i Lluís Nicolau d'Olwer. El 1983 va rebre la Creu de Sant Jordi de la Generalitat de Catalunya.